# Erik Detthow
Erik Detthow, né le 27 février 1888 à Vänersborg et mort à Stockholm le 25 décembre 1952, est un peintre suédois.

## Biographie
Élève de l’École des beaux-arts de Stockholm, il participe en avril-mai 1929 à l'Exposition de l'art suédois organisée au Musée du Jeu de Paume à Paris. Il y présente les toiles Composition, Portrait de femme, Paysage du Midi et Nature morte. Il expose alors aussi au Salon des Tuileries.

## Œuvres[2]
- Les Falaises, 1927-1928
- Nu de profil, 1927-1928
- Nature morte aux fleurs, 1927-1928
- Les Bœufs, 1927-1928
- La Cascade, 1927-1928